# تصفيات كأس الأمم الإفريقية 2019 المجموعة أ
ستكون المجموعة أ من مسابقة تصفيات كأس الأمم الأفريقية لكرة القدم 2019 واحدة من المجموعات الـ12 التي تقرر الفرق المؤهلة لمسابقة نهائيات كأس الأمم الأفريقية لكرة القدم 2019. وتتألف المجموعة من أربعة فرق هي: السنغال، وغينيا الاستوائية، والسودان، ومدغشقر (الفائزة بالجولة التمهيدية).
الفرق تلعب ضد بعضها البعض في نظام دورة روبن ذهاب وإيابًا بين يونيو 2017 ومارس 2019.
ويتأهل الفائز بالمجموعة لكأس الأمم الأفريقية لكرة القدم 2019 ويتأهل الوصيف بالمجموعة لكأس الأمم الأفريقية لكرة القدم 2019.

## الترتيب
| م | الفريق           | لعب | ف | ت | خ | أ.له | أ.ع | أ.ف | نقاط | التأهل            |     |     |     |     |     |
| - | ---------------- | --- | - | - | - | ---- | --- | --- | ---- | ----------------- | --- | --- | --- | --- | --- |
| 1 | السنغال          | 6   | 5 | 1 | 0 | 12   | 2   | +10 | 16   | المسابقة النهائية |     | —   | 2–0 | 3–0 | 3–0 |
| 2 | مدغشقر           | 6   | 3 | 1 | 2 | 8    | 8   | 0   | 10   | المسابقة النهائية |     | 2–2 | —   | 1–0 | 1–3 |
| 3 | غينيا الاستوائية | 6   | 2 | 0 | 4 | 5    | 7   | −2  | 6    |                   |     | 0–1 | 0–1 | —   | 1–0 |
| 4 | السودان          | 6   | 1 | 0 | 5 | 5    | 13  | −8  | 3    |                   | 0–1 | 1–3 | 1–4 | —   |     |

## المباريات
| السودان      | 1–3   | مدغشقر                                               |
| ------------ | ----- | ---------------------------------------------------- |
| - الطاهر 72' | تقرير | - أندرياتسيما 15'، 83' - أندرياماتسينورو 62' (ركلة.) |

| السنغال | 3–0   | غينيا الاستوائية       |
| ------- | ----- | ---------------------- |
|         | تقرير | - سو 1'، 72' - غاي 90' |

| غينيا الاستوائية | 1–0   | السودان |
| ---------------- | ----- | ------- |
| - إنسوي 30'      | تقرير |         |

| مدغشقر                            | 2–2   | السنغال                 |
| --------------------------------- | ----- | ----------------------- |
| - فوافي 43' - كوليبالي 67' (ه.ذ.) | تقرير | - كوناتي 26' - كيتا 62' |

| غينيا الاستوائية | 0–1   | مدغشقر            |
| ---------------- | ----- | ----------------- |
|                  | تقرير | - أندرياتسيما 19' |

| السنغال                                       | 3–0   | السودان |
| --------------------------------------------- | ----- | ------- |
| - سيسيه 17' - إدريسا غاي 18' - مباي نيانغ 50' | تقرير |         |

| مدغشقر                 | 1–0   | غينيا الاستوائية |
| ---------------------- | ----- | ---------------- |
| - راكوتوهاريمالالا 42' | تقرير |                  |

| السودان | 0–1   | السنغال   |
| ------- | ----- | --------- |
|         | تقرير | - سار 86' |

| غينيا الاستوائية          | 0–1   | السنغال |
| ------------------------- | ----- | ------- |
| - ميسيغوير 52'، في مرماه' | تقرير |         |

| مدغشقر                | 1–3   | السودان                              |
| --------------------- | ----- | ------------------------------------ |
| - أندرياماتسينورو 77' | تقرير | - موسى 2' - أبو عاقلة 69' - ياسر 85' |

| السودان    | 1–4   | غينيا الاستوائية                                           |
| ---------- | ----- | ---------------------------------------------------------- |
| - بخيت 15' | تقرير | - إنسوي 19' (ركلة.)، 36' (ركلة.) - غانيت 49' - أوبيانغ 85' |

| السنغال          | 2–0   | مدغشقر |
| ---------------- | ----- | ------ |
| - نيانغ 27'، 56' | تقرير |        |

## مسجلو الأهداف
هدفين
- فانيفا إيما أندريانتسيما
- موسى سو

هدف واحد
- كارولوس أندرياماتسينورو
- إدريسا غاي
- أطهر الطاهر

## وصلات خارجية
- 32nd Edition Of Total Africa Cup Of Nations, CAFonline.com